# Tephritis amata
Tephritis amata är en tvåvingeart som beskrevs av Erich Martin Hering 1938. Tephritis amata ingår i släktet Tephritis och familjen borrflugor.
Artens utbredningsområde är Frankrike. Inga underarter finns listade i Catalogue of Life.